# 林普巴茲提特

林普巴茲提特的標誌

林普巴茲提特（英語：Limp Bizkit）是美國的新金屬樂團，1994年成立於佛羅里達州傑克遜維爾。樂團陣容是主唱佛瑞·德斯特、貝斯手山姆·瑞佛斯、鼓手約翰·奧托、吉他手威斯·波爾蘭和致命DJ。他們的音樂特色體現於佛瑞充滿怒氣的歌聲和威斯實驗性極強的電吉他。威斯同時也具有極強烈的視覺特色，他精心製作各種超現實的詭異造型，包括臉部與人體彩繪、特殊隱形眼鏡、面具、眼罩和假髮等。他誇張的舞台外型在演唱會現場具有很大的表演作用。而佛瑞總是帶著棒球帽、特別是紐約洋基隊的帽子，搭配一身休閒裝扮，使他們倆人成為樂團顯著的招牌形象。樂團已在全球銷售4500萬張唱片，獲得三次葛萊美獎提名及其他獎項的肯定。
樂團成立後，在90年代末成為佛羅里達州地下音樂界的高人氣團體。1997年贏得主流廠牌框架唱片的合約，該公司發行了他們的首張專輯《三塊錢紙鈔全給你》，銷售出亮眼成績。接下來，樂團的第二張專輯《傲然出眾》和第三張專輯《混蛋和王八羔子》都取得主流市場的成功。威斯在2001年離開了樂團。2003年，其餘成員與入替的麥可·史密斯推出第四張專輯《小心副作用》。威斯在錄製迷你專輯《真的假不了》前歸隊，後又加入黯黑火燄和瑪莉蓮·曼森，因此林普巴茲提特陷入沉寂。2009年，威斯二度歸隊，開始巡迴演出，並於2011年推出第五張專輯《黃金眼鏡蛇》。接著樂團離開了框架唱片，改簽現金唱片。

## 歷史

### 組建與早期（1994 - 1996年）

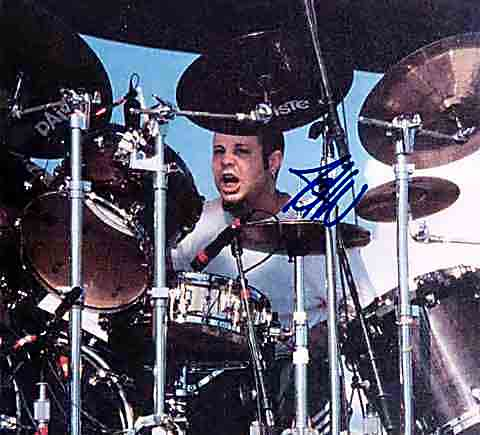
鼓手約翰·奧托在加入林普巴茲提特前，曾在當地的藝術學校學習打鼓。

對霹靂舞、嘻哈、龐克搖滾和重金屬音樂感興趣的佛瑞·德斯特，也熱愛滑板活動。他起先從事饒舌、滑板和節奏口技等活動，並以為人除草和刺青為業。隨後他開始有了玩樂團的想法，以融合搖滾樂和嘻哈音樂為音樂方向。他前後加入了三個樂團，包括Split 26、Malachi Sage、10 Foot Shindig，但是都不成功，最後佛瑞退出。他成立了自己的樂團，並說服Malachi Sage的貝斯手山姆·瑞佛斯加入，他告訴山姆：「你得離開這裡，跟我一起玩新樂團，我們要把饒舌和搖滾搞在一起」。山姆建議他的表弟約翰·奧托至道格拉斯·安德森藝術學校學習爵士鼓，之後成為樂團的鼓手。佛瑞、山姆與約翰一起創作了三首歌後，約翰找來他的同學威斯·波爾蘭加入，擔任吉他手。
佛瑞將這支樂團取名為林普巴茲提特，字面意思為「精液夾心餅」，因為他想取一個大眾會討厭的名字。他表示：「這個名字會讓很多人轉過頭去，他們會覺得『噢！林普巴茲提特，這一定是個爛樂團』。我們恰好不想讓這種人聽我們的音樂」。許多對他們表達出興趣的唱片公司全都要求樂團改掉名字，但佛瑞堅持不改。樂團在傑克遜維爾的地下龐克俱樂部建立起一群樂迷，他們也開始獲得主流廠牌旗下的知名樂團邀約，擔任暖場團，逐漸打開知名度。他們在當地變得非常有人氣，從最初只有十人的表演，在幾個月內，暴增到八百人。佛瑞則很積極的宣傳樂團，他不停的去拜訪唱片行，並透過高中同學來招攬陌生觀眾。透過口耳相傳，樂團吸引越來越多的人群，他們現場表演的狀態非常精力充沛，並以威斯的奇特服飾為特色，他們戲劇化的搖滾風格，在當地的演出活動嶄露頭角。
佛瑞曾假扮為樂團的經紀人，來吸引各唱片公司新人發掘部門的注意，不過沒有成功。1995年，新金屬宗師崆樂團首次到傑克遜維爾開唱，身為刺青師的佛瑞免費替崆樂團的吉他手布萊恩·韋爾奇和貝斯手雷金納德·亞維佐刺青，他說服兩位前輩聽了林普巴茲提特的試聽帶。後來，崆樂團在兩次巡迴演唱行程中，將林普巴茲提特秘密安排為暖場團，使他們獲得更大場合的演出機會。樂團曾試圖再增加一位吉他手，來擴展音樂編制，但威斯很快判斷出這個選項不適合，應該增加的是唱片騎師。1996年，樂團擔任嘻哈團體痛苦泉源的告別巡演暖場團後，雙方合作愉快下，致命DJ便加入了林普巴茲提特，擔任唱片騎師。致命DJ因此有機會嘗試新的轉盤技術，這是嘻哈音樂做不到的，他也幫助塑造了林普巴茲提特的風格。然而，由於意見上的分歧，威斯離開了樂團。

### 《三塊錢紙鈔全給你》（1997 - 1998年）

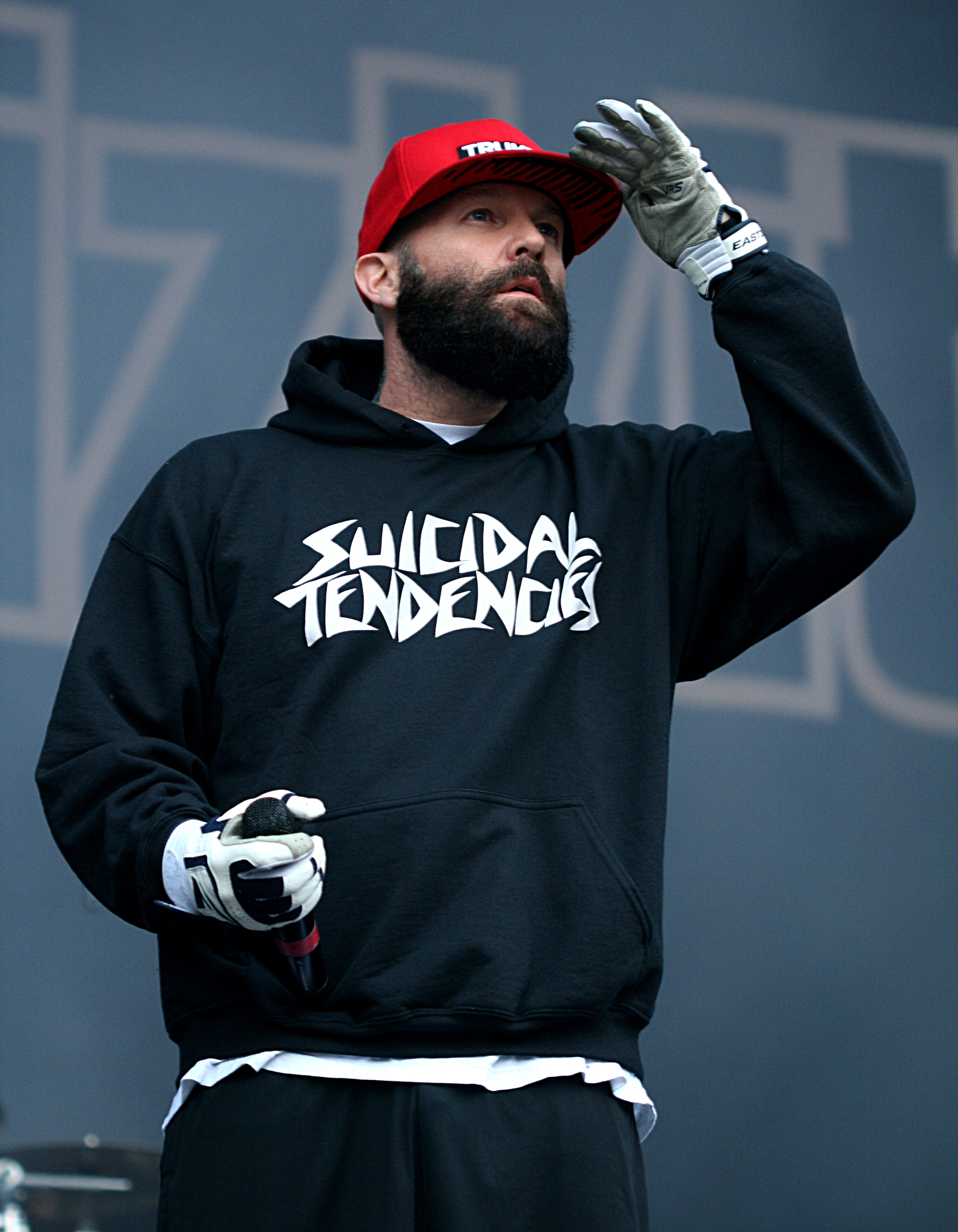
在發行首張專輯《三塊錢紙鈔全給你》之後，主唱佛瑞被任職為框架唱片新人發掘部門高級副總裁。

在好萊塢為崆樂團暖場表演後，林普巴茲提特與MCA唱片的子公司魔咒唱片簽約，在前往加利福尼亞州錄製他們的第一張專輯的途中，樂團在德克薩斯州撞毀了他們搬運家當的廂型車。由於和死亡擦身而過，佛瑞和威斯重修舊好，最終說服他歸隊。在決定買斷魔咒唱片的合約後，樂團改與框架唱片的子公司翻轉唱片簽約。雷金納德勸說崆樂團的製作人羅斯·羅賓遜聽了試聽帶，一開始羅斯不予置評，但他的女友很欣賞樂團的想法和音樂，羅斯才決定為林普巴茲提特製作第一張專輯。羅斯在錄音室裡先讓樂團成員即興發揮，這段演奏被錄製為專輯中最後一首歌〈一切〉。
儘管樂團翻唱的〈信念〉在現場表演中受到觀眾的熱烈歡迎，但羅斯反對錄製，並試圖說服樂團不要在專輯裡收進這首歌。然而，成員最後還是進行了錄音，其中包含較重的吉他演奏和鼓聲，以及DJ刮盤聲，給他留下了深刻的印象。此曲後來在電影《寶貝好壞》中出現約十分鐘，成為樂團的第一首代表作。而羅斯在專輯錄製完成後仍持續和威斯保持聯繫，因為他觀察到威斯對這支樂團並沒有認真以待。前衛金屬樂團工具樂隊對首張專輯的聲音具有極大的影響力，特別是佛瑞模仿了梅納德·詹姆斯·基南的演唱風格。
樂團繼續採用能過濾掉大眾、吸引潛在族群的命名原則，他們用短語「三元紙鈔宛如廢紙」做為專輯名稱的靈感，並加入佛羅里達風格的俚語。1997年7月1日，發行首張專輯《三塊錢紙鈔全給你》，登上告示牌二百強專輯榜第22名。美國線上音樂資料庫Allmusic表示：「他們瘋狂的能量讓樂團脫穎而出，可能沒有多少原創想法，像是崆樂團、再無信仰和嗆辣紅椒的合成物，但這音樂很好。他們有強大的節奏和難忘的樂句，彌補了不均勻的歌曲寫作」。框架唱片支付了五千美元，以保證波特蘭的廣播電台會將〈虛偽〉公開播送50次。媒體批評唱片公司此舉是賄賂，樂團經紀人傑夫·華提納茲後來將該計劃稱為「高明的行銷手法」，佛瑞則表示：「這有效，但不是什麼好事」。專輯發行後，樂團進行了非常密集頻繁的巡演，不但因此和崆樂團建立起深厚交情，獲得更多宣傳機會，佛瑞也被任職為框架唱片新人發掘部門高級副總裁。
樂團加入了乖戾巡迴音樂節，同場的樂團包括圓筒樂團、超大聲合唱團、眨眼182等。這是樂團在致命DJ加入後的首次巡演，鼓手約翰很快就和他培養出演奏默契。除了和主教樂團和盲音樂團的巡演外，樂團還在巡巡中舉行「女孩之夜」，因為主要樂迷都是男性，他們便開始讓女性免費入場，這個計劃成功增加了眾多女性樂迷。
1998年，樂團與飛靈樂團和冷酷樂團一起至歐洲巡演。這次行程讓樂團的人氣越發成功。首張專輯內的翻唱曲〈信念〉發行為單曲後，獲得極大的迴響，登上電台熱播榜，因此樂團也受邀參加奧茲·奧斯本創辦的奧茲音樂節，而且登上主舞台表演。樂團之後也加入了崆樂團的巡演中，佛瑞也為單曲〈信念〉導演了一支音樂錄影帶。

### 《傲然出眾》（1999 - 2000年）

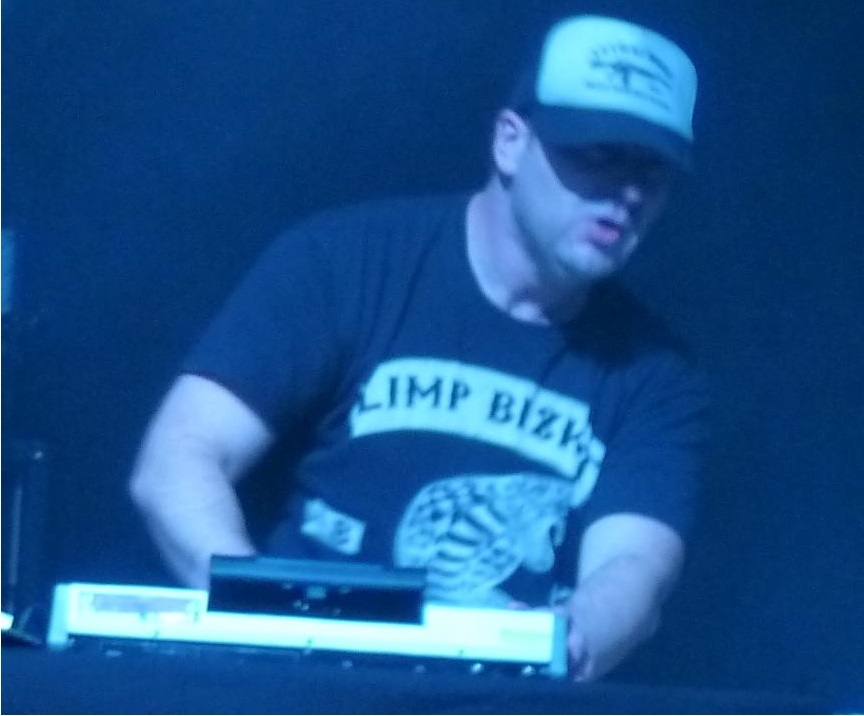
從1999年開始，致命DJ擴大了他的角色作用，擔任樂團的音效設計師。

繼〈信念〉在電台上的成功表現，樂團決定開始錄製第二張專輯，以證明他們不只是一個出色的翻唱樂團、或是崆樂團的相似品，成員開始進行原創歌曲的編寫。他們雇用曾製作盲音樂團、潘特拉和蒼白殭屍的泰瑞·戴特擔任製作人。佛瑞也邀請饒舌歌手方法人和阿姆合作錄音。其他的客串音樂家還包括石廟嚮導主唱史考特·威倫、崆樂團主唱喬納森·戴維斯、史丹樂團主唱亞倫·劉易斯、主教樂團主唱萊斯·克萊普爾和MTV電視節目主持人馬特·品菲爾德。
1999年6月22日，發行第二張專輯《傲然出眾》，使林普巴茲提特達到商業成功的新高點，樂團也登上多本流行音樂雜誌的封面，成員們並在網站上直接與樂迷互動交流。佛瑞此時從傑克遜維爾搬到洛杉磯居住。外界認為《傲然出眾》是樂團發行處女作之後的改進，普遍受到音樂評論家的好評。但是，樂團受到媒體批評的形況並沒有改變，重金屬歌手瑪麗蓮·曼森和九寸釘樂團主唱特倫特·雷澤諾也都發表了負面評論。
樂團開始在芝加哥和底特律舉行宣傳新專輯的演唱會，美國多家無線電台也受到聽眾廣泛點播〈翻雲覆雨〉的要求。《傲然出眾》登上告示牌二百強專輯榜冠軍，在發行第一週便銷售超過64萬張。發行第二週銷售也超過33萬張，樂團成為了超級巨星。7月12日，據稱佛瑞在明尼蘇達州聖保羅舉行的表演中踢了一名保全人員，後來一度被警方逮捕。此時，《滾石》雜誌和《紐約時報》都發表了批評，《紐約時報》認為：「樂團的唱片騎師把自己當成了金屬吉他手，鼓手和貝斯手也著重在嘻哈節奏，非常無聊」。《娛樂週刊》則很欣賞樂團的新作：「這不是簡單的現代搖滾，這是後現代搖滾」。美國線上音樂資料庫Allmusic表示：「雄心勃勃的新作品，他們的藝術水平已經能與崆樂團平起平坐，《傲然出眾》確實超越了《三塊錢紙鈔全給你》」。
1999年夏天，《傲然出眾》銷量突破400萬張、舊作《三塊錢紙鈔全給你》也來到200萬張，因此樂團受邀參加7月23至25日的巨型音樂盛會胡士托 '99音樂節。然而因主辦單位對酷熱環境、清潔衛生及高價食物等問題的漠視，導致數十萬名觀眾的不滿。音樂會第二天的7月24日，林普巴茲提特在20萬名觀眾前表演，唱到第八首〈開砸〉一曲時，佛瑞要觀眾「一起開砸，破壞點什麼」、「釋放你們的負面能量、所有負面能量，把你們對這他媽的社會體制、感情的問題、父母的問題、上司的問題、工作的問題、對我的不滿、對你自己的不滿，現在是時候把這些負面能量拿出來幹翻它們了！你們明白我說什麼對吧！」，使觀眾累積兩天的不滿情緒開始發洩，人群出現拆卸舞台木板的瘋狂行為，場面大亂。此曲演唱結束後，主辦單位一度將佛瑞的麥克風關掉。對此佛瑞表示：「我們無意讓任何人受傷，但我不認為在那種場合要像乖寶寶一樣，除非是艾拉妮絲·莫莉塞特在上台唱歌。如果有人摔倒，旁邊的扶他起來就好了。我們用負面能量表演，才能激發出更大的正面能量」。佛瑞後來在接受採訪時又被問到此事，他回應：「我沒有看到任何人受傷，你也沒看到。舞台有20英尺高，當你看著一望無際的人海，你一邊表演，一邊沉浸在你的音樂中，他們怎麼會期待我們能察覺到任何壞事？」。萊斯·克萊普爾告訴《舊金山觀察家報》說：「佛瑞在胡士托音樂節裡，只是做他自己，他認為如果樂團表演沒弄出點新聞就是壞事，所以他會積極的帶領情緒，他很熱衷於此。不過，他是一個偉大的傢伙」。
佛瑞對於林普巴茲提特因為這場事件遭外界指責煽動鬧事，成為代罪羔羊，他藉由〈重審〉的音樂錄影帶充分表達他的不滿。影片中樂團成員一個個被關入黑牢，在法庭上也得不到公平裁決。結尾時，批評者化身為冷血衛道人士，冷眼旁觀著成員被處以水刑淹死。佛瑞後來又表示，胡士托 '99音樂節的發起人因為那次喧鬧的表演而聞名遐邇。儘管出現這樣的爭議，《傲然出眾》仍然保持在告示牌排行榜上的第一名，樂團並繼續舉行巡演。

### 《混蛋和王八羔子》（2000 - 2001年）

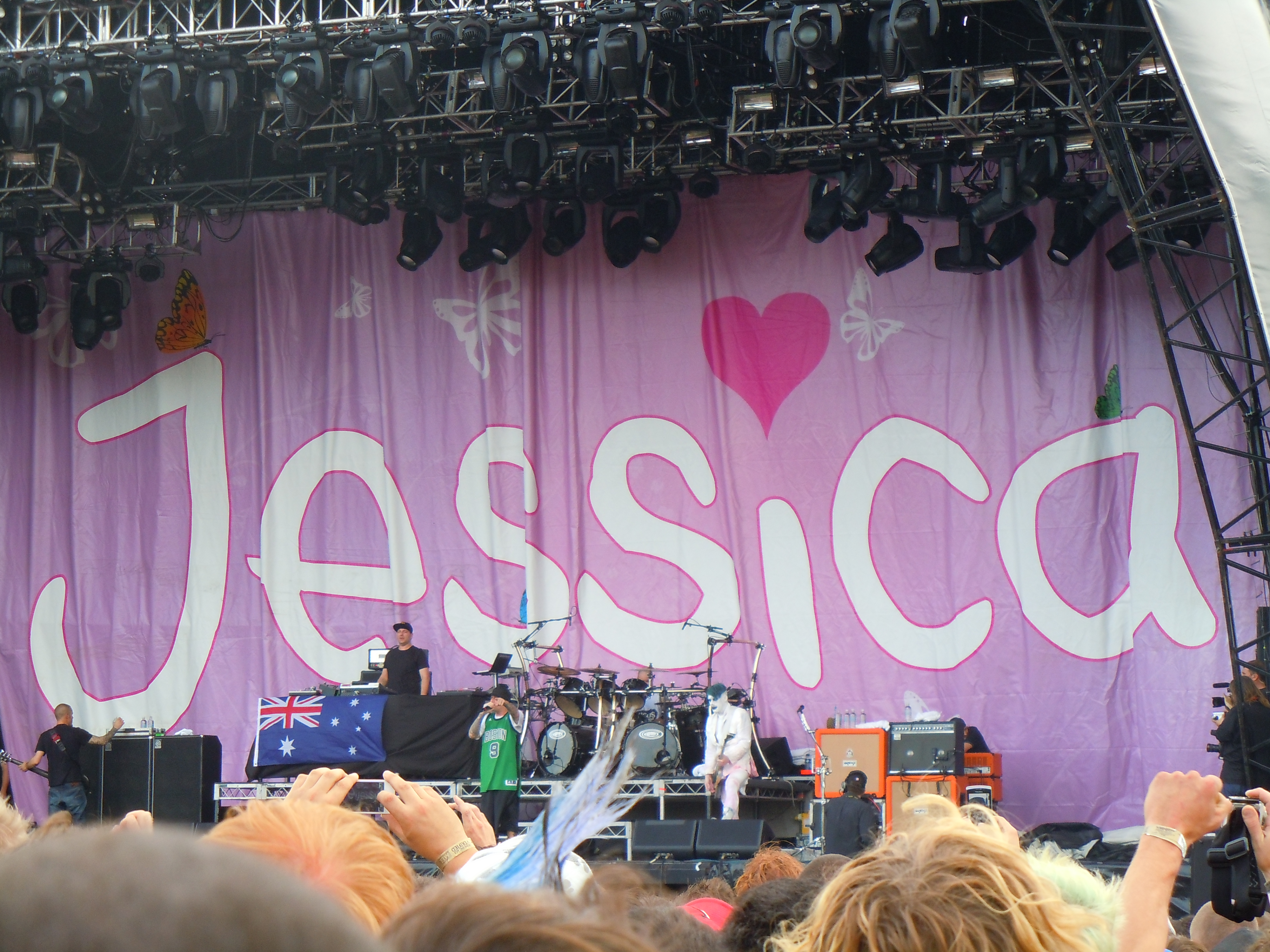
2012年3月2日，林普巴茲提特於墨爾本演出的舞台掛上巨大布景，紀念2001年在演出中意外死亡的樂迷潔西卡·米哈利克。

2000年，佛瑞宣布第三張專輯將命名為《混蛋和王八羔子》，英語原文的字面意思是「巧克力海星和熱狗風味水」，暗指肛門與精液，記者們起先以為他在開玩笑。「巧克力海星」來自於佛瑞的自嘲，因為他常被稱作「混蛋」（英語：Asshole）；而「熱狗風味水」則是威斯想出來的點子，樂團一次巡迴中，到一個卡車休息站休息時，威斯看著休息站販賣的咖啡色汽水，突然說了句：「這水看起來好像有肉和熱狗的味道」。
製作專輯時，佛瑞認為如果演奏死板的音樂，那麼金屬樂就會是一種吵雜的音樂，即使做再多音效或變化，依舊會聽起來很吵，如果沒有突破性的做法，就無法超越《傲然出眾》的成就。他想要替那些屈服在現實壓力下，被迫低聲下氣的人們表達心中的憤怒。即使外界仍指責他的表演過於偏激，而且煽動群眾暴力，但佛瑞和其他成員依然決定不避開任何髒話，保留整張專輯的每段歌詞。專輯的第二首〈熱狗〉中，就將「他媽的」一詞唱了46次。佛瑞曾說自己是九寸釘樂團的忠實樂迷，他的音樂因此受到啟發。但由於先前九寸釘樂團主唱特倫特·雷澤諾曾經公開批評佛瑞，評論家們經常將〈熱狗〉的歌詞解讀為侮辱特倫特的反擊。
2000年6月，佛瑞在樂團演出中批評主義樂團主唱史考特·斯普，稱他是「自大狂」。之後，樂團的巡演由備受爭議的對等網路檔案分享公司Napster贊助（該公司因讓用戶免費下載歌曲而遭金屬製品控告），樂團舉行了免費演出，僅用一架金屬鐵籠來與觀眾分隔。佛瑞是一位直言不諱的檔案共享倡導者，他們還舉行了一次「游擊之旅」，樂團屢次在屋頂和巷道上未經申請便直接做免費的公開演出，有數次遭到警方勒令停止。7月31日，發行單曲〈認清現實〉，此曲作為電影《不可能的任務2》配樂。
9月7日，樂團參加MTV音樂錄影帶大獎，獲得「最佳搖滾影片獎」，佛瑞在台上致詞說：「這是超大的驚喜，世界上最討人厭的搖滾樂團現在得獎了，感謝框架唱片，感謝你們大家，感謝所有樂迷的支持」。樂團與流行歌手克莉絲汀·阿奎萊拉共演了一段未發表新曲〈盡情活著〉。隨後濾紙樂團主唱理查德·帕特里克說：「佛瑞和克莉絲汀在台上把我們大家搞得很尷尬」。針對表演的消極反應，佛瑞說：「我早就告訴過你們了，老兄，我只是為了打炮」。而克莉絲汀則回應：「他沒有成功啦！」。
10月17日，發行第三張專輯《混蛋和王八羔子》，創下美國搖滾專輯最高的首週銷量，第一週售出超過100萬張，更有一天內賣出40萬張的驚人紀錄，是至今銷量最快的搖滾專輯，打破珍珠果醬樂團專輯《Vs.》創下的紀錄。該專輯分別在美國告示牌二百強專輯榜、英國專輯排行榜、加拿大專輯榜、澳大利亞唱片排行榜和德國官方排行榜都奪下冠軍。它當時的800萬張銷量也獲得美國唱片業協會8×白金唱片認證。專輯則收到褒貶不一的評論，《娛樂週刊》認為這是2000年最糟糕的專輯名稱。美國線上音樂資料庫Allmusic表示：「專輯的名字非常挑釁，也顯現佛瑞的自戀」。《滾石唱片指南》則將這張專輯列入《死前必聽的1001張專輯》。專輯中的〈自我主張〉獲世界摔角娛樂「第十七屆摔角狂熱大賽」選為冷石·史蒂夫·奧斯汀對戰巨石強森的主題曲。另一首〈橫行霸道〉的改編版本則成為電影《玩命關頭》的配樂之一。
2001年1月26日，林普巴茲提特參加在澳大利亞雪梨舉行的大外出音樂節。樂團表演時，16歲樂迷潔西卡·米哈利克在人群衝撞中慘遭擠壓窒息，保全人員將她拉出後送到後台，由醫護人員搶救，並注射了腎上腺素，她恢復意識後立即送往醫院，但最後仍搶救無效宣告死亡。法庭上，佛瑞的律師艾德·麥克弗森作證說，他曾警告過音樂節主辦單位的四名負責人，針對樂迷在表演中的激烈行為再度加強維安的人數，因為這仍然具有潛在危險性，甚至說過如果情況沒有改善，林普巴茲提特將會退出音樂節。然而，主辦單位澳大利亞創意娛樂宣稱樂團在事故發生後依舊在播放節奏。驗屍官在查看現場錄影帶並聽取證人的證詞後表示，當林普巴茲提特登上舞台時，人群密度已有危險性，並指出當現場明顯有安全問題時，佛瑞·德斯特應該負起進行指揮和控制群眾的責任。而主辦單位雇用的是實習保全，也須負起責任。
佛瑞後來表示，他因為少女樂迷的死亡而感到哀痛，整個樂團都很傷心，並坦承他現在覺得在大量人群面前表演「非常不安全」，希望像潔西卡這樣的悲劇永遠不要再發生。他說：「對我來說，一個年輕女孩特別前往一場音樂會，看她最喜歡的樂團——而且還是我的樂團，結果卻死了，這是巨大的打擊，我花了很長時間才能開口談這個...」。當被問及今後如何阻止這樣的悲劇，佛瑞建議，主辦單位應該在四周使用彩色旗幟作為代碼，以便提醒台上表演的樂團有緊急情況發生。多年後，林普巴茲提特在澳大利亞多場演出中，樂團在中途暫停，將背景布幕換為紀念潔西卡的字樣。

### 吉他手輪替與《小心副作用》（2001 - 2003年）
2001年10月，佛瑞在網站上發表一則聲明：「林普巴茲提特和威斯·波爾蘭都友好的決定分道揚鑣，林普巴茲提特和威斯將繼續追求各自的音樂事業，雙方都彼此祝福，在未來繼續努力」。佛瑞補充說，會找來全世界最噁爛的吉他手取代威斯。樂迷們和評論家們認為，威斯的離開是林普巴茲提特的巨大損失，因為他被認為是樂團創作的主要力量。威斯在多年後透露，潔西卡的死亡是他離開樂團的原因之一，該事件立即讓樂團內部充滿悲傷的陰霾，他說：「那場悲劇讓所有的意義都消失了，我意識到我們在做的事，可能是非常危險的。就像你和好友們高興的去登山，突然有伙伴從懸崖跌下去，一切就變了樣。我覺得這傷害真的太大了，這是令人無法承受的震撼打擊」。
林普巴茲提特花了一年半左右的時間尋找接任人選，展開全國性的招募吉他手活動，不斷進行試音。每個參與者在首輪只有60秒來展示自己，以讓樂團評判。2002年，最終錄取的是麥可·史密斯，但後來樂團中斷了與麥可的錄音工作。佛瑞向一個樂迷網站透露，說：「我和麥可一起出門，但我們一直是對家人和朋友保有直覺的類型，無論是什麼時候，我們都對整體感非常敏銳，麥克不是那個人。我們是玩得很開心沒錯，但我知道，在我們的腦海裡、在精神上，他並不是那個我們需要的人」。樂團繼續在沒有吉他手的情況下錄音，並棄用了許多麥可錄好的音源，貝斯手山姆同時也負責吉他的部分。2003年3月30日，樂團在世界摔角娛樂「第十九屆摔角狂熱大賽」登台表演，為送葬者助陣，歌曲〈快克毒蟲〉也是該屆比賽的主題曲。
7月26日，樂團參加了以金屬製品為頭條樂團的夏日療養院巡迴演唱會。當天在芝加哥的活動中，每當其他樂團提到林普巴茲提特時，觀眾都會報以噓聲，許多人手持「佛瑞爛透了！」的抗議布條。晚上7點左右，林普巴茲提特登台演出時，觀眾噓聲四起，並開始不斷將垃圾拋擲到舞台上。佛瑞一開始蹲下，試圖安撫群眾的情緒，噓聲卻繼續下去，台下觀眾喋喋不休的辱罵：「去你媽的佛瑞·德斯特」。表演六首歌後，佛瑞便說：「這就是為什麼你們的棒球隊這麼爛，你們都是差勁的投手，連個垃圾都丟不準」，然後將麥克風砸在地上，離開舞台拒絕再演出。當中有兩百位觀眾控告樂團唆使暴動，求償100萬美元。根據音樂頻道MTV的報導，該起原因不明的事件，可能源自於芝加哥電台主持人埃里希·穆勒的煽動，他先前曾於廣播節目中不斷嘲笑樂團的主唱佛瑞，持續整整一個星期，並鼓勵聽眾在演唱會中展示反佛瑞的標語、以噓聲羞辱他。《芝加哥太陽報》也在一篇文章中指出，該敵意事件是埃里希·穆勒發起的。
2003年9月23日，發行第四張專輯《小心副作用》，受到很大程度的負面評價。美國線上音樂資料庫Allmusic表示：「音樂沒有旋律、樂句和活力。沒有威斯，他們顯然在掙扎，佛瑞只能虛張聲勢，導致樂團花了這麼長的時間，交出一張爛作品」。《唱針雜誌》批評道：「只能描述為可悲的專輯」。《芝加哥論壇報》則稱讚：「音樂運用新的元素和電子技術，實現了一些驚人的複雜性，佛瑞其實沒那麼討人厭，雖然他的歌曲經常缺乏旋律的火花，但他的狂歡風格往往會流行起來」。隨然評論不佳，該專輯仍取得成功的商業表現，登上告示牌二百強專輯榜第3名，並獲得白金唱片認證。11月16日，歌曲〈造橋專家〉獲世界摔角娛樂「強者生存」選為大賽主題曲。

### 《真的假不了》與活動休止（2004 - 2008年）
2004年7月7日，麥可在巡迴演出後離開了樂團。8月，威斯歸隊後，樂團開始錄製新作品。2005年5月2日，發行迷你專輯《真的假不了》，約翰只錄了一首歌的鼓，其餘的鼓聲都是山米·辛格勒完成的，具有更多實驗性的聲音。美國線上音樂資料庫Allmusic描述為新前衛搖滾和另類金屬。在佛瑞的堅持下，專輯作為地下專輯發行，沒有任何廣告或宣傳。然而威斯不同意這個決定，暗示這是自我毀滅：「也許他已經不喜歡玩音樂了，我總是覺得我待在錯誤的樂團，但我仍然覺得它的效果很好」。
作品獲得褒貶不一的評價，樂評人史蒂芬·托馬斯·艾爾維恩評論道：「樂團朝正確方向邁出了一步，它更加雄心勃勃、戲劇性和侵略性，音樂令人興奮」。不過，他覺得樂團被佛瑞阻礙了，他稱之為「搖滾樂界中最奇怪、最荒謬的主唱」。評論網站IGN也表示：「由於林普巴茲提特是一個緊湊、強大的樂團，有許多狂野的作品，人們會希望他們選擇遠離音樂深度，再做出一張勇於探索而不是重複的專輯。《真的假不了》展現出這種非常需要的方向，可悲的是，卻只有短短幾分鐘，希望接下來他們能夠展現暗藏的潛力」。這張作品在美國第一週的銷售量是3萬7千張，登上告示牌二百強專輯榜第24名。11月8日，發行精選輯《特首選》，登上告示牌二百強專輯榜第47名。接著，樂團進入了活動休止的狀態。
佛瑞表示：「生活中必須有山峰和山谷，鑑於《真的假不了》糟糕的銷量，我絕對是處在高峰的斜坡上。我們的音樂一直都是瞬間的反應，我想我們花點時間吸收東西、說出你真正想說的話，可能會比我們以前做過的更有意思。但是現在每個人都不在同一個地方，要開巡演是很困難的，我想每天出去巡演。不過樂團裡有五個人，五個人都各自在發展和成長。一個樂團必須齊心協力，五個人必須在同一個陣線上...我不認為這是任何人的責任，用來判斷是什麼把我們帶到這個地方...我也不認為有人知道我們的根源在哪裡，我不認為有人會全然瞭解，所以我真的可以給個意見，因為如果你根本就不在遊戲中，那你也不必玩這遊戲了」。威斯也表示：「我不在乎林普巴茲提特，我們已經正式活動休止，甚至正式解散。每個人都只是在做自己的事情，一些成員根本沒付出時間給這支樂團，我沒有退出，但我也決定停止為林普巴茲提特找靈感了，我不會繼續試著救一隻垂死待斃的動物。至於現在，我的未來計劃中完全不包括林普巴茲提特。我不能再把一個不活躍的樂團視為主要項目，黯黑火燄才是我所關注的」。

### 活動再開、《黃金眼鏡蛇》（2009 - 2011年）

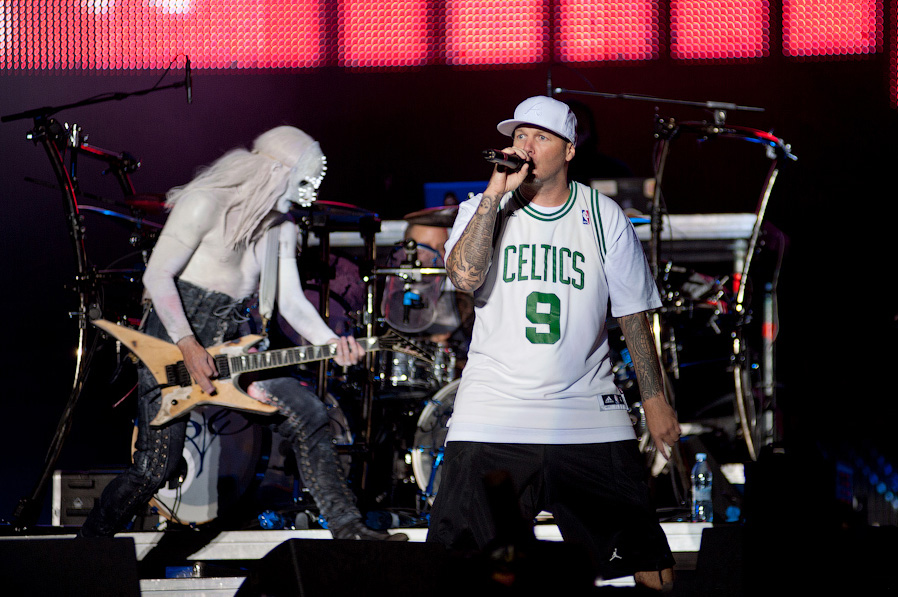
2012年的林普巴茲提特。

2009年5月20日，林普巴茲提特活動再開，舉行彩虹獨角獸巡迴演唱會，演出地點橫跨三大洲。佛瑞宣布，樂團已經開始錄製新作品，威斯將它取名為《黃金眼鏡蛇》。威斯說新專輯的名字沒有任何意義，只是因為它符合樂團為這張專輯創作的音樂風格。錄製時期曾邀請接吻樂團貝斯手吉恩·西蒙斯念了一段口白，不過最終沒有採用。另外還與饒舌歌手瑞空合作了〈戰鬥爵士〉、與保羅·沃爾合作了〈中指〉，這兩首歌都作為特贈曲目收錄在特別版中。
2011年5月17日，發行單曲〈散彈槍〉，威斯在這首歌中展現他罕見的電吉他獨奏。〈散彈槍〉獲得許多好評，IGN表示：「威斯扭曲的電吉他在這首歌沉重的旋律中，貢獻了最棒的吉他作品」。數位媒體藝術導演稱讚：「〈散彈槍〉感覺很接近林普巴茲提特早期《三塊錢紙鈔全給你》和《傲然出眾》的招牌風格，再加上經過十年磨練的精湛技藝和經驗，雕塑出一顆炸彈，像是一個能衝擊演會唱現場的拳頭」。該曲登上英國搖滾金屬唱片排行榜第8名。
6月28日，發行第五張專輯《黃金眼鏡蛇》，登上告示牌二百強專輯榜第16名，首週銷量約8萬張，發行後樂團也離開了框架唱片公司。該專輯受到較好的評價，美國線上音樂資料庫Allmusic表示：「回到《三塊錢紙鈔全給你》時代的全力攻勢」。IGN評價：「雖然林普巴茲提特的最新作品並不是他們最好的作品，但是至少可以證明，他們2005年的精選輯《特首選》可能太早發行了」。作家喬納森·巴坎給了好評道：「這張專輯總體來說，聽起來很棒。他們不是帕格尼尼、殘月魔都或夢劇場。這是饒舌金屬，它確實在這個風格裡做的很棒」。樂團也展開黃金眼鏡蛇巡迴演唱會來宣傳新專輯。

### 《潰逃的迪斯可大象》（2012年 - 至今）

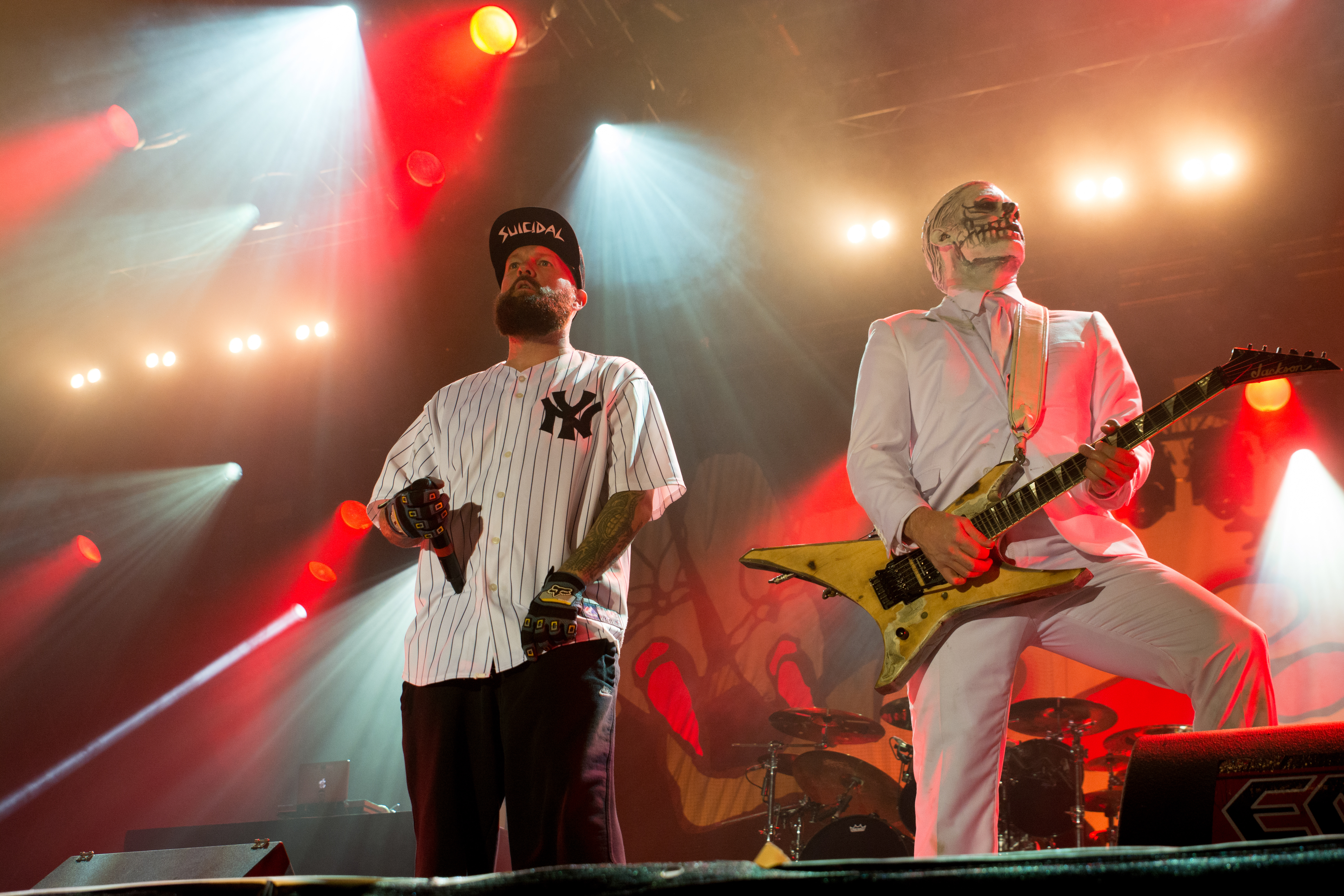
2016年的林普巴茲提特。

2012年2月，林普巴茲提特重返睽違十一年的澳大利亞，參加了聲浪音樂節，樂團在每場演出中都會紀念2001年在演出中意外死亡的樂迷潔西卡·米哈利克。2月24日，林普巴茲提特與現金唱片簽約，並透露計劃發行一首新單曲〈整裝待發〉、一張錄音室專輯《潰逃的迪斯可大象》和迷你專輯《真的假不了Ⅱ》。在樂團內部，佛瑞與約翰和致命DJ之間發生衝突，因為約翰和致命DJ使用毒品和酗酒，最後致命DJ退出樂團。
佛瑞與凱文·魯道夫和小韋恩合作了歌曲〈冠軍〉，成為世界摔角娛樂冠軍之夜主題曲。該曲於2012年9月3日在電視轉播活動上首次亮相。這是林普巴茲提特自2003年以來第一次與世界摔角娛樂合作。10月11日，致命DJ在推特網頁上向樂團道歉，坦承自己喝醉才導致內部衝突。即使他歸隊，但不久後又遭到樂團開除，原因不明。
2013年4月16日，發行單曲〈整裝待發〉。11月1日，發行翻唱單曲〈盜賊〉。2014年8月1日，發行單曲〈無盡殺戮〉。11月15日，參加滑結樂團創辦的滑結音樂節，在日本幕張展覽館表演。當天同場的還有上帝羔羊、蟑螂老爹、飛越地平線、冷雨、琉璃湖畔等。
2014年10月，佛瑞透露樂團已經友好的離開現金唱片，再次成為獨立樂團。他說：「我們真的很喜歡跟小韋恩一起做的音樂，我們喜歡這首歌」。樂團於2015年再度活動，雖然表示新專輯已經在製作的最後階段了，但一直沒有新的消息傳出。10月，在樂團前往歐洲和俄羅斯巡演之前，貝斯手山姆被診斷患有椎間盤疾病，由於復雜的神經受壓迫而造成很大的痛苦，這讓他暫時無法與樂團一起演出。山姆表示他將進行手術，接受康復治療，貝斯位置由塞繆爾·格哈德·邦谷支援。
2018年，致命DJ和貝斯手Sam回歸樂團，同時樂團開始在巡演演出尚未發行單曲的新歌，例如Wasteoid。

## 爭議

### 2015年山海屯音樂節
2015年參加台灣台中山海屯音樂節，但此音樂界受到颱風影響出現許多突發狀況。Limp Bizkit 竟因此便暴怒，脫序的行為如罵髒話、摔器材、對攝影師潑水、霸佔舞台，甚至發表歧視台灣的發言，引發台灣樂迷的不滿。

## 風格

### 音樂和歌詞
佛瑞希望林普巴茲提特成為一個多元化的樂團，盡可能地多融入不同風格的音樂。林普巴茲提特的音樂通常被外界歸類為新金屬、饒舌金屬與饒舌搖滾。有時也被描述為另類金屬、另類搖滾和後油漬搖滾。林普巴茲提特的音樂以「強而有力、瘋狂的能量」而著稱。鼓手約翰·奧托擅長巴西音樂、古巴音樂、咆勃爵士樂和放克。致命DJ身為樂團的音效設計師，塑造出獨特的聲音風格，如同樂團的另一位吉他手。主唱佛瑞·德斯特擅長假音饒舌和真音嘶吼間的流暢變換，而且樂團的大部分音樂錄影帶都是由他擔任導演。貝斯手山姆·瑞佛斯在中學時曾是吉他手，他的彈奏風格受到黑色安息日、麥加帝斯和珍珠果醬樂團的影響，曾獲吉普森音樂獎最佳貝斯手的肯定。吉他手威斯·波爾蘭展現實驗性和非傳統的電吉他風格，大量使用搖桿、延音效果和掃弦製造出猛烈的吉他音牆。他不喜歡吉他獨奏，而是傾向於創作各種不同即興重覆段和音效變化，形成反常規、不具旋律的風格。他表示，習慣用六弦或七弦吉他。在《三塊錢紙鈔全給你》中，威斯完全沒用撥片彈吉他，而是用雙手演奏，一隻手彈旋律音符，另一隻手彈和弦。他經常使用斷斷續續的八分音符節奏，有時伴隨著左手悶音，創造出具有衝擊感的聲音。威斯還常常利用不均勻的重音、切分音和突出的十六分音符來營造迷幻效果。他的和弦、吉他把位、拍子、節奏、速度、和聲和效果器搭配十分獨特，創造出許多新的電吉他玩法。
美國線上音樂資料庫Allmusic樂評人史蒂芬·托馬斯·艾爾維恩表示：「他們的專輯《傲然出眾》裡，在最意想不到的背景下，出現新迷幻音樂和流行音樂的手法」。樂團並沒有使用吉他獨奏，一直到《黃金眼鏡蛇》（除了《小心副作用》中的歌曲〈槍口之下〉之外）中才出現。此外，在錄製《傲然出眾》時，鼓手約翰在歌曲〈沒人喜歡你〉的中間進行了一段鼓獨奏。絕大部分的歌詞是佛瑞創作的，他的主題涵蓋了叛逆、暴力、漫罵、狂妄、憤怒、性愛、褻瀆、淫穢、悲傷、懊悔、玩世不恭、社會黑暗、反體制、反審查制度、反輿論霸凌等，特別是髒話、煽動情緒的字眼也經常使用。他填詞的大部分靈感來自成長經歷和私人生活，例如《三塊錢紙鈔全給你》中的〈辛酸〉，靈感便來自於佛瑞與女友的感情問題。他破碎的男女關係也啟發了《傲然出眾》中的〈翻雲覆雨〉，此曲成為樂團初期獲得成功的關鍵之一。《密西根日報》在文章中描述林普巴茲提特的歌詞時說到：「在一個不太嚴肅的情況下，林普巴茲提特運用非傳統金屬樂的聲音，將充滿睪酮的幻想轉變成白人饒舌的手法。奇怪的是， 觀眾比佛瑞·德斯特預料中的還要認真看待這些歌詞，卻沒有看到他在許多歌曲中故意暗藏的愚蠢諷刺」。此外，樂團的歌詞也常被評論為包含女性貶抑主義。《真的假不了》側重於更嚴肅和更黑暗的歌詞主題，包括天主教性虐待醜聞事件、反恐怖主義、反政治宣傳、反媒體暴力和社會問題。

### 獎項和影響
林普巴茲提特已獲得多次提名及殊榮的得獎紀錄。他們獲得三次葛萊美獎提名，包括第42屆葛萊美獎「最佳硬式搖滾演奏獎」（〈翻雲覆雨〉）、「最佳搖滾專輯獎」（《傲然出眾》）和第43屆葛萊美獎「最佳硬式搖滾演奏獎」（〈認清現實〉）。同時，樂團也獲全美音樂獎「最受歡迎另類音樂家獎」提名三次，並在2002年獲獎。1999年，〈翻雲覆雨〉的音樂錄影帶獲得告示牌音樂獎「最佳視覺效果獎」。2000年，獲得MTV音樂錄影帶大獎「最佳搖滾影片獎」。2001年5月26日，樂團成為音樂頻道MTV互動全方位名人堂的第一批入選者。在2000年和2001年的百視達娛樂獎中，獲得「最受歡迎搖滾樂團獎」。與此同時，樂團歌曲〈開砸〉的音樂錄影帶獲得多元音樂獎「最佳國際影像獎」。在2001年回聲音樂獎上，樂團獲得了「最佳國際金屬樂團獎」。2009年，樂團獲Kerrang!音樂獎選入「Kerrang!名人堂」之列。
林普巴茲提特也是將新金屬流派推向市場巔峰的主要樂團之一，在1999年至2001年間席捲了全球音樂市場，甚至讓常駐告示牌冠軍的重金屬樂團金屬製品順應時勢，以新金屬風格創作了〈聖氣凌人〉。音樂人理查·乳酪在他的首張專輯《休閒機器》中演奏了〈翻雲覆雨〉和〈開砸〉。歌手「怪人奧爾」揚科維奇在翻唱專輯《憤怒的波爾卡白小子》中，翻唱了〈自我主張〉。音樂團體弦樂四重奏曾發行一張致敬專輯《向林普巴茲提特致敬：開砸》，其中包括由小提琴、合成器和鍵盤樂器對樂團歌曲的重新詮釋。混音師女孩話題在他的首張專輯《秘密日記》中，對〈翻雲覆雨〉和〈開砸〉進行了音樂取樣。暈眩樂團也在致敬合輯《更強電壓！另一段搖滾簡史》中，翻唱了〈自我主張〉。少女金屬團體BABYMETAL在〈撒嬌大作戰〉中的曲風向林普巴茲提特的饒舌金屬風格致敬，中間並出現佛瑞的歌聲取樣。雖然自2000年代中期過後，林普巴茲提特在美國的受歡迎程度有所下降，但媒體已經發現，樂團在俄羅斯至今仍然很受歡迎。

### 現場表演

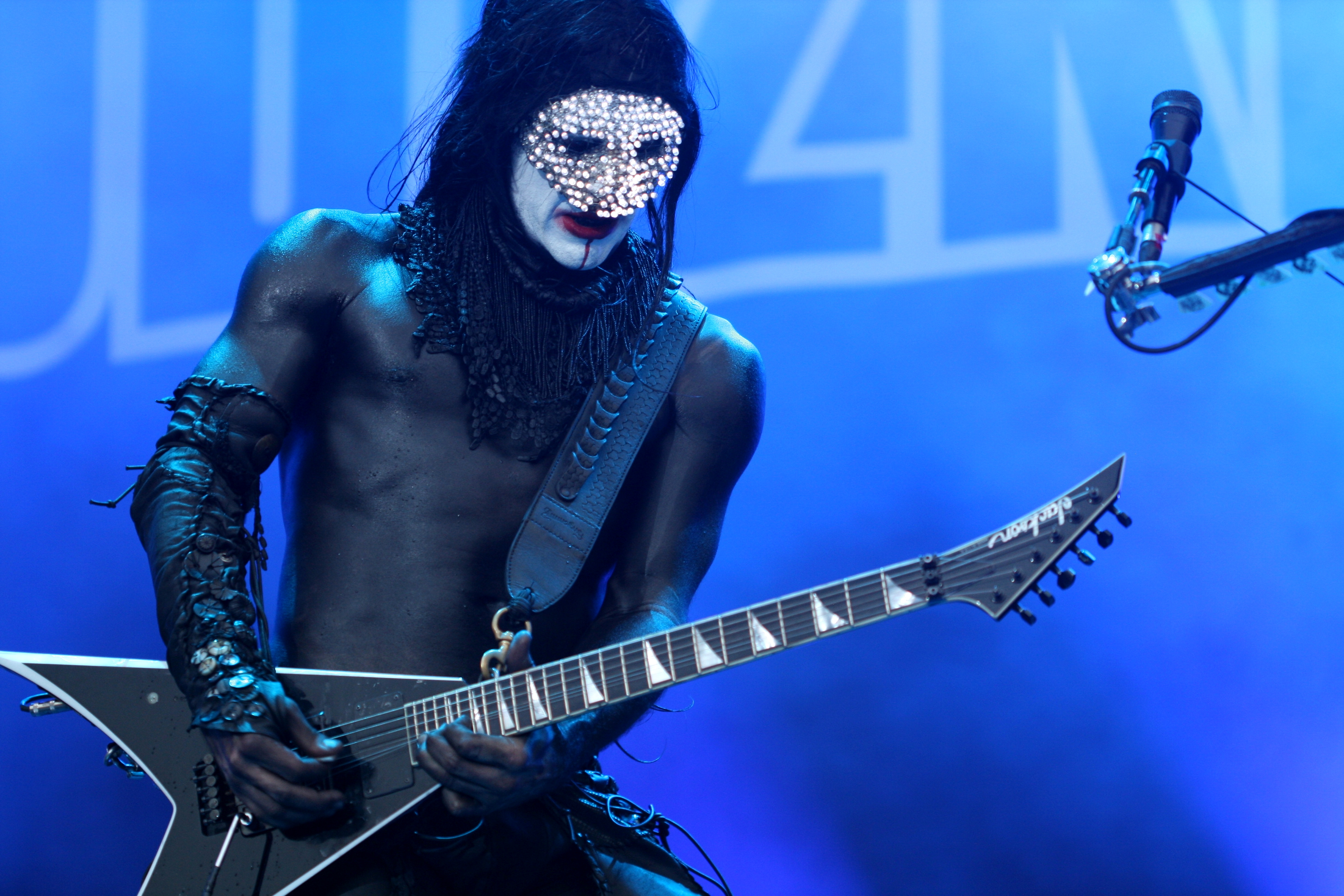
吉他手威斯·波爾蘭以其視覺表演風格著稱，經常穿戴特殊服飾或人體彩繪。

吉他手威斯·波爾蘭以十分搶眼詭異、富有超現實藝術氣息的表演造型而聞名，他總是會在臉上繪製特殊的臉譜、骷髏頭或是上半身的人體彩繪，有時會搭配全黑隱形眼鏡、面具、眼罩和假髮，有著各式各樣的角色主題，他曾描述其中一個稱之為“燒焦人”的角色主題：「除了內褲和靴子，我在舞台上幾乎沒有穿衣服，我把整個頭漆成黑色，從脖子以上全是黑色的顏料，黑到你以為我的牙齒在發光」。他的造型創意使林普巴茲提特的形象非常突出，威斯的造型素材是向一家專門與科幻電視劇合作的道具公司訂製的。
除了威斯的視覺外觀，樂團還在演出中使用精心設計的舞台。他們在1997年的舞台視覺藝術上向電影《現代啟示錄》致敬，樂團進行了精心設計，其中展示了一個吉普車、迷彩偽裝網和棕櫚樹。在與主教樂團一同巡演期間，林普巴茲提特從主教樂團的自嘲口號「主教樂團爛透了」中得到靈感，佛瑞、山姆、約翰、威斯和致命DJ都常在舞台上對觀眾比中指。威斯對此表示：「觀眾們也都會對著我們比中指作為回應，我想你懂這對我們意味著什麼——他們愛我們。雖然比中指在全世界是挑釁的共同語言，但是在我們的場子裡，這就會變成完全不同的意思——觀眾和我們一起把對世界的不滿情緒發洩出來，比中指成為共鳴。在我們那次巡演的第一晚就開始這樣做了，我們都認為這是好點子，不過這讓萊斯·克萊普爾覺得很驚訝」。久而久之，中指成為林普巴茲提特與樂迷間的默契。
在奧茲音樂節演出期間，場內觀眾曾對林普巴茲提特的舉動發出驚呼，因為樂團在舞台上設置一個30英尺高的巨大馬桶道具，並且帶有污漬。他們每場演出都將那個大馬桶擺在台上，成員也是從馬桶中爬出來的，而且佛瑞還說：「我們來自下水道，我是一坨屎，我的樂團也是一坨屎」，然後就站在馬桶上開始演唱。此外，樂團還會將諸如辣妹合唱團、韓氏兄弟等流行音樂團體的紙製看板沖入巨型馬桶。1998年，樂團在巡演期間向電影《世界大戰》和《星戰毀滅者》致敬，成員是從太空船道具中現身演出的，舞台中央也有飛碟和外星人的擺設。而萬聖節期間的演唱會中，成員會穿上貓王在職業生涯中各個時期的招牌服裝來進行表演。
由於2001年曾發生現場表演中因觀眾激烈推擠，導致樂迷死亡的慘劇。樂團之後對現場的混亂狀況特別敏感。當發現台下有人跌倒或場面太過激動時，主唱佛瑞會立即以麥克風宣布表演暫停，請觀眾協助扶起跌倒的樂迷或是控制場面。在確認樂迷安全狀況之後，樂團才會繼續表演。

## 成員列表
| - 佛瑞·德斯特 – 主唱（1994年 - 至今） - 威斯·波爾蘭 – 吉他、和聲（1995 - 2001年，2004年 - 至今） - 山姆·瑞佛斯 – 貝斯、和聲（1994年 - 至今） - 約翰·奧托 – 鼓（1994年 - 至今） - 致命DJ – 唱盤、取樣、音效設計（1996 - 2012年，2018年 - 至今） - 法蘭科·卡里諾 – 唱盤、取樣、和聲（2013年 - 至今） - 塞繆爾·格哈德·邦谷 – 貝斯、和聲（2015年 - 至今） | - 羅柏·沃特斯 – 吉他（1994 - 1995年） - 泰瑞·巴爾薩摩 – 吉他（1995年） - 麥可·史密斯 – 吉他（2002 - 2004年） - 布萊恩·韋爾奇– 吉他（2003年） |

## 作品列表
| - 三塊錢紙鈔全給你（1997年7月1日） - 傲然出眾（1999年6月22日） - 混蛋和王八羔子（2000年10月17日） - 小心副作用（2003年9月23日） - 黃金眼鏡蛇（2011年6月28日） - 還是很糟糕（2021年10月31日） - 2001年搖滾公園（2008年3月31日） - 2017年搖滾公園（2017年9月11日） - 特首選（2005年11月8日） - 混蛋精選（2008年5月12日） - 經典（2011年7月19日） | - 新混種精選（2001年12月4日） - 特首選DVD（2005年11月9日） - 2001年搖滾公園（2008年3月31日） - 真的假不了（2005年5月3日） |

### 單曲
- 活活吃掉你（英语：Eat You Alive）（2003年1月1日）
- 藍眼睛的背後（英语：Behind Blue Eyes）（2003年9月23日）
- 甜蜜之家/苦樂參半（英语：Home Sweet Home/Bittersweet Symphony）（2005年1月1日）
- 準備出發（英语：Ready to Go）（2013年1月1日）
- 無盡的屠殺（英语：Endless Slaughter）（2014年8月1日）
- 爸爸的感覺（英语：Dad Vibes）（2021年9月30日）

## 外部連結
- 官方網站（页面存档备份，存于）
- 林普巴茲提特的Facebook專頁
- 林普巴茲提特官方的YouTube頻道 （页面存档备份，存于）
- 林普巴茲提特的X（前Twitter）
- 林普巴茲提特 于 Last.fm